# Oliarus agrippa
Oliarus agrippa är en insektsart som beskrevs av Ronald Gordon Fennah 1968. Oliarus agrippa ingår i släktet Oliarus och familjen kilstritar. Inga underarter finns listade i Catalogue of Life.